# Bactrocera fuscohumeralis
Bactrocera fuscohumeralis är en tvåvingeart som beskrevs av White och Neal L. Evenhuis 1999. Bactrocera fuscohumeralis ingår i släktet Bactrocera och familjen borrflugor. Inga underarter finns listade.